# NGC 1548
NGC 1548 est un groupe d'étoiles situées dans la constellation de Persée. 
L'astronome britannique John Herschel a enregistré la position de ces étoiles le 3 février 1832.